# 제너비브 은나지
제너비브 은나지(Genevieve Nnaji, MFR, 1979년 5월 3일 ~ )는 나이지리아의 배우이다. 제1회(2005년) 아프리카 영화 아카데미상 여우주연상 수상자이다.

## 출연 작품
- 라이언하트 (2018)
- 파밍 (2018)
- 하프 오브 어 옐로우 선 (2013)
- 이제: 더 저니 (2010)